# Banshee

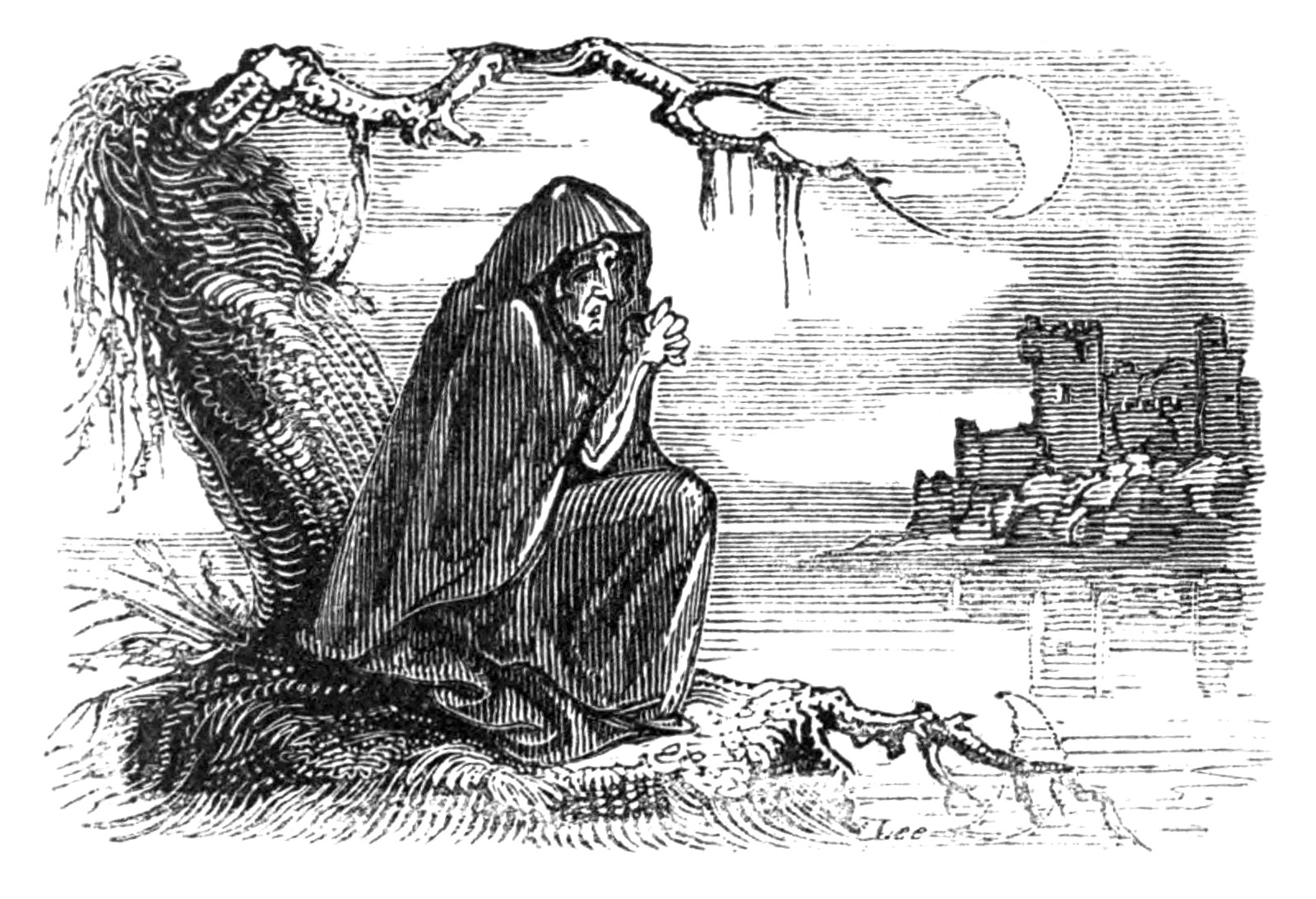
Wyobrażenie banshee (William Henry Brooke, 1825)

Banshee (ang. [ˈbænʃiː], z irl. bean-sidhe, w nowoirlandzkim bean sí [bʲæn ˈʃiː], „kobieta z kurhanu”) – w mitologii irlandzkiej zjawa w kobiecej postaci, najczęściej zwiastująca śmierć w rodzinie.

## Charakterystyka
Postać banshee jako istoty pośredniczącej między krainą zaświatów a ludźmi, wiąże się z mitem o Tuatha Dé Danann. Według tradycji niektóre rodziny irlandzkie miały związane ze sobą banshee, które ukazywały się przed śmiercią ich bliskich. Banshee charakteryzuje żałosny płacz lub zawodzenie, którym zdarzenie to przepowiadają.
Przekazy rozróżniają między ujrzeniem a usłyszeniem banshee –  usłyszenie lamentu banshee prorokuje śmierć w rodzinie, ujrzenie tej istoty zapowiada śmierć osoby, która ją widziała. Banshee z tych opowieści zawsze są ubrane na biało i mają długie, jasne włosy, które czeszą srebrnymi grzebieniami. Podobnie jak skrzaty, banshee przywiązują się do jednego ludzkiego domostwa. W szkockim folklorze występują podobne do banshee istoty, które piorą odzież ludzi mających wkrótce umrzeć. Pojawienie się kilku tych istot naraz może zwiastować niedaleką śmierć kogoś wybitnego pod względem duchowym.

## Odniesienia w kulturze współczesnej
W Księdze istot zmyślonych Jorge Luis Borges pisze: Ponoć nikt jej nigdy nie widział; jest nie tyle formą, ile jękiem zakłócającym noce mieszkańcom Irlandii i (...) nękającym również górskie okolice Szkocji. Jęki te określane są jako keening (lamentujące).
Banshee pojawiają się także w utworach i grach fantasy jako istoty epizodyczne. Motyw banshee występuje w takich grach komputerowych, jak World of Warcraft, Ghost Master, Heroes of Might and Magic V, Wiedźmin 3: Dziki Gon, Orna, Phasmophobia oraz Total War: Warhammer.
Istnieją wierzenia, że kobieta nieszczęśliwa, cierpiąca z powodu zawodu miłosnego, która usłyszy lament banshee nie musi umrzeć po takim zdarzeniu. Może sama się w nią przemienić. Motyw ten został wykorzystany w serialu Czarodziejki.
W serii powieści fantastycznych o przygodach Harry’ego Pottera autorstwa Joanne K. Rowling banshee przetłumaczone jest na język polski jako szyszymora. Pod tą samą nazwą pojawia się również w powieści Anety Jadowskiej pt. Złodziej Dusz. W powieści Wieża Jaskółki Andrzeja Sapkowskiego banshee występuje pod nazwą Beann’shie. W powieści Piekło pocztowe Terry’ego Pratchetta banshee występuje jako osobnik płci męskiej.
Banshee jest jedną z postaci serialu Teen Wolf: Nastoletni wilkołak, nastoletnia Lydia Martin, przyjaciółka głównych bohaterów.
Banshee jest również jedną z postaci w anime Hakushaku to yōsei, Duchem Stróżem jednego z szamanów w Królu szamanów, a także jako jedna z antagonistek w komiksie W.I.T.C.H. Banshee grają także epizodyczną rolę w serii Karneval autorstwa Tōya Mikanagi, jako stworzenia podobne do kobiet, pomagają Hirato w poszukiwaniach lub łapaniu varug.
Banshee pojawia się także w grze Mass Effect 3 produkcji studia BioWare. Jest tam jedną z form przeciwników, a dokładniej gatunek asari przemienia się właśnie w banshee pod wpływem agresywnej rasy żniwiarzy.
„Banshee” to także tytuł piosenki, którą Anna Kearney reprezentowała Irlandię w 17. Konkursie Piosenki Eurowizji dla Dzieci w 2019 roku.
The Banshees of Inisherin (pol. Duchy Inisherin) to tytuł amerykańskiego filmu, mrocznej tragikomedii z 2022 roku, w reżyserii Martina McDonagha